# Suco
Pour les articles homonymes, voir Suco (homonymie).
Andrés Parada Alvite, plus connu comme Suco, né le 27 septembre 1938 à Ribeira (Galice, Espagne), est un footballeur espagnol qui jouait au poste d'attaquant.

## Biographie
Suco est recruté par le FC Barcelone en 1959. Il remporte le championnat d'Espagne et la Coupe des villes de foire en 1960. En 1961, il quitte Barcelone et signe au Racing de Santander.
Entre 1963 et 1966, il joue au Valence CF. En 1966, il signe avec le Deportivo La Corogne où il joue en attaque avec des joueurs comme Carlos Pellicer Vázquez, Luis Ribada, José María Sánchez Lage ou encore Manuel Loureda.

## Palmarès
Avec le FC Barcelone :
- Champion d'Espagne en 1960
- Vainqueur de la Coupe des villes de foires en 1960